# Microsoft Publisher
Microsoft Office Publisher je textový a grafický editor od firmy Microsoft, který je součástí kancelářského balíku Microsoft Office.
Do balíku Microsoft Office byl zařazen v roce 2003. Pro jeho velkou oblíbenost a jednoduchost si svou tradici udržel a poslední provedení je možno vidět v balíku Microsoft Office 2016.
Program dokáže vytvářet vizitky, formuláře, ale také prezentace a webové stránky. Ke tvorbě webových stránek a prezentací uživatel nemusí umět programovat nebo znát značkovací jazyk HTML (který je pro tvorbu www nezbytný) – vše se vytváří pomocí textových polí, do kterých uživatel vkládá obrázky a text.
Profesionálními tvůrci webstránek však není pro účel vytváření WWW stránek uznáván, protože výstupní kód je neefektivní a až stonásobně větší ve srovnání s běžnými programy specializovanými právě na tvorbu internetových prezentací.